# 狄兰·托马斯奖
狄兰·托马斯奖（英語：The Dylan Thomas Prize）是英国最负盛名的文学奖之一，由彼得·斯泰德创立，旨在表彰由39岁或以下的作家撰写的最佳英文出版文学作品。

## 历史
1980年，在狄兰·托马斯的故乡斯旺西创设，奖金来自电视公司HTV举办的音乐募捐会。多年后，因资金缺乏而停滞。
2004年，由斯旺西的电子数据公司赞助。
2006年，与斯旺西大学共同举办。

## 历届获奖
2006年，威尔士女作家蕾切尔·特雷塞兹（Rachel Tresize）成为首位获奖者。
2008年，澳大利亚籍越南作家黎南（Nam Le）获奖。